# Martin Pickford
Pour les articles homonymes, voir Pickford.
Martin Pickford, né le 18 octobre 1943 à Trowbridge, dans le Wiltshire, en Angleterre, est un paléoprimatologue britannique et kényan. Avec son équipe, il est le co-découvreur en 2000 au Kenya de l'espèce d'Hominina Orrorin tugenensis, datée d'environ 6 millions d'années.

## Jeunesse
Martin Pickford est né en 1943 dans le Wiltshire, en Angleterre. Il est le quatrième enfant d'Austin Joseph Pickford et d'Eleanor Margery Holman. La famille s'installa au Kenya en 1946. Martin Pickford a fréquenté le lycée de Nairobi, au Kenya, avec son contemporain Richard Leakey.
Il a accompli ses premiers cycles universitaires de 1967 à 1971 à l'université Dalhousie, et a obtenu son PhD en 1975 à l'université de Londres.

## Carrière
De 1978 à 1984, Martin Pickford a travaillé pour les Musées nationaux du Kenya, comme directeur du département Sites et monuments. En 1984, il rejoint le Muséum national d'histoire naturelle, à Paris. Puis il est professeur à l'université Johannes-Gutenberg de Mayence, en Allemagne, jusqu'en 2003. Il a ensuite eu des postes de professeur invité dans différents établissements universitaires.

## Hominoïdes d'Afrique
Martin Pickford a fait équipe avec la chercheuse française Brigitte Senut, devenue sa compagne de vie. Ils ont fait ensemble plusieurs découvertes de grand singes fossiles en Afrique.
Martin Pickford est notamment le co-auteur des découvertes suivantes :
- Otavipithecus namibiensis, 13 à 12 Ma, Namibie (Glenn Conroy et al., 1992) ;
- une dent d'hominoïde datée de 18 Ma en Afrique du Sud (1997), la première trace d'un grand singe du Miocène inférieur trouvée en Afrique australe ;
- Kogolepithecus morotoensis, 17,5 Ma, Ouganda (Pickford et al., 2003) ;
- Proconsul gitongai, 14,5 Ma (Pickford & Kunimatsu, 2005) ;
- Proconsul legetetensis, 20 à 19 Ma (Pickford et al., 2009) ;
- un crâne exceptionnellement bien conservé de Proconsul major (2011).

## Orrorin
En 1974, Martin Pickford avait trouvé un premier fossile dans les collines Tugen (district de Baringo), au Kenya, dans la formation de Lukeino (datée d'environ 6 millions d'années), une molaire inférieure d'un Hominina indéterminé. Elle avait été publiée en 1975 dans la revue Nature.
26 ans plus tard, en 2000, Martin Pickford, Brigitte Senut, et leur équipe mirent au jour dans le même secteur 12 fragments fossiles supplémentaires d'Hominina, qu'ils attribuèrent à une nouvelle espèce, dénommée en 2001 Orrorin tugenensis. Les fossiles ont été trouvés dans trois localités des collines Tugen. Ils sont datés d'environ 5,9 millions d'années, et représentent ainsi le deuxième plus ancien Hominina connu à ce jour, après Sahelanthropus tchadensis.

## Autres travaux
En 2010, Martin Pickford clarifie la liste des espèces valides appartenant au genre Sivapithecus, et affirme la validité du genre Indopithecus, auparavant confondu avec le genre Gigantopithecus, tous trois des genres de ponginés éteints, dont les deux premiers ont été trouvés depuis la fin du XIXe siècle en Inde du Nord et au Pakistan.

## Publications
- (en) Brigitte Senut, Martin Pickford, Dominique Gommery, Pierre Mein, Kiptalam Cheboi et Yves Coppens, « First hominid from the Miocene (Lukeino Formation, Kenya) », Comptes-Rendus de l'Académie des Sciences, Paris, vol. 332,‎ 30 janvier 2001, p. 137-144 (lire en ligne)
- Martin Pickford, « Contexte géologique et faunique des restes d'hominidés du Miocène supérieur de Lukeino, Kenya », Comptes-Rendus de l'Académie des Sciences, série IIA Sciences de la Terre et des Planètes, Paris, vol. 332, 2,‎ 30 janvier 2001, p. 145–152
- (en) Martin Pickford, Brigitte Senut, Dominique Gommery et E. Musiime, « Distinctiveness of Ugandapithecus from Proconsul », Estudios Geológicos, vol. 65, no 2,‎ 17 décembre 2009, p. 183–241 (DOI 10.3989/egeol.39926.071, lire en ligne)
- (en) Martin Pickford et B.N. Tiwari, « Precisions concerning the distribution and identfification of Miocene hominoid from India », Revista Española de Paleontología, 25, (2),‎ 2010, p. 107-121 (ISSN 0213-6937, lire en ligne)